# Các vụ thảm sát chống cộng sản
Các vụ thảm sát chống cộng sản là những vụ giết người hàng loạt có động cơ chính trị nhằm vào những người cộng sản, những người bị cho là cộng sản, hoặc những người bị cho là ủng hộ cộng sản, do các lực lượng chống cộng và các tổ chức chính trị hoặc chính phủ chống lại chủ nghĩa cộng sản thực hiện.